# Leipnitz (Dahlenberg)
Leipnitz gehört zum Ortsteil Dahlenberg der Gemeinde Trossin im Landkreis Nordsachsen in Sachsen.

## Lage
Leipnitz ist erreichbar über die Kreisstraße 8901. Durch den Ort führt der Heidestieg und der Heidekammweg.

## Geschichte
Die früher selbständige kleine Siedlung Leipnitz am heutigen Ortsrand von Dahlenberg, heute auch als Haus Leipnitz bezeichnet, ging aus einem Rittergut hervor, das beim Lehnhof Dresden und später beim Oberlandesgericht Naumburg zu Lehn ging. Das Rittergut entstand im Spätmittelalter aus einem Vorwerk und wurde zunächst von der Familie Löser besessen. 1618 erwarb die Adelsfamilie von Leipzig, das Gut, die es fast den gesamten Dreißigjährigen Krieg über besaß und dann 1644 an Johann Levin von Bennigsen überließ. Wolf Erich von Bennigsen übernahm nach dessen Tod das Rittergut. Ihm folgte Gustav Adolf von Bennigsen, der das Gut als Generalleutnant Adam Friedrich Brand von Lindau überließ. Angesichts fehlender eigener Söhne verkaufte Brand von Lindau das Gut 1772 der Familie Trotta genannt Treyden. Die letzte Tochter aus dieser Familie heiratete einen Herrn von Tzschirsky. 1823 wurde Otto Engelbrecht neuer Gutsherr, bis es 1846 an die Grafen von Alten kam.

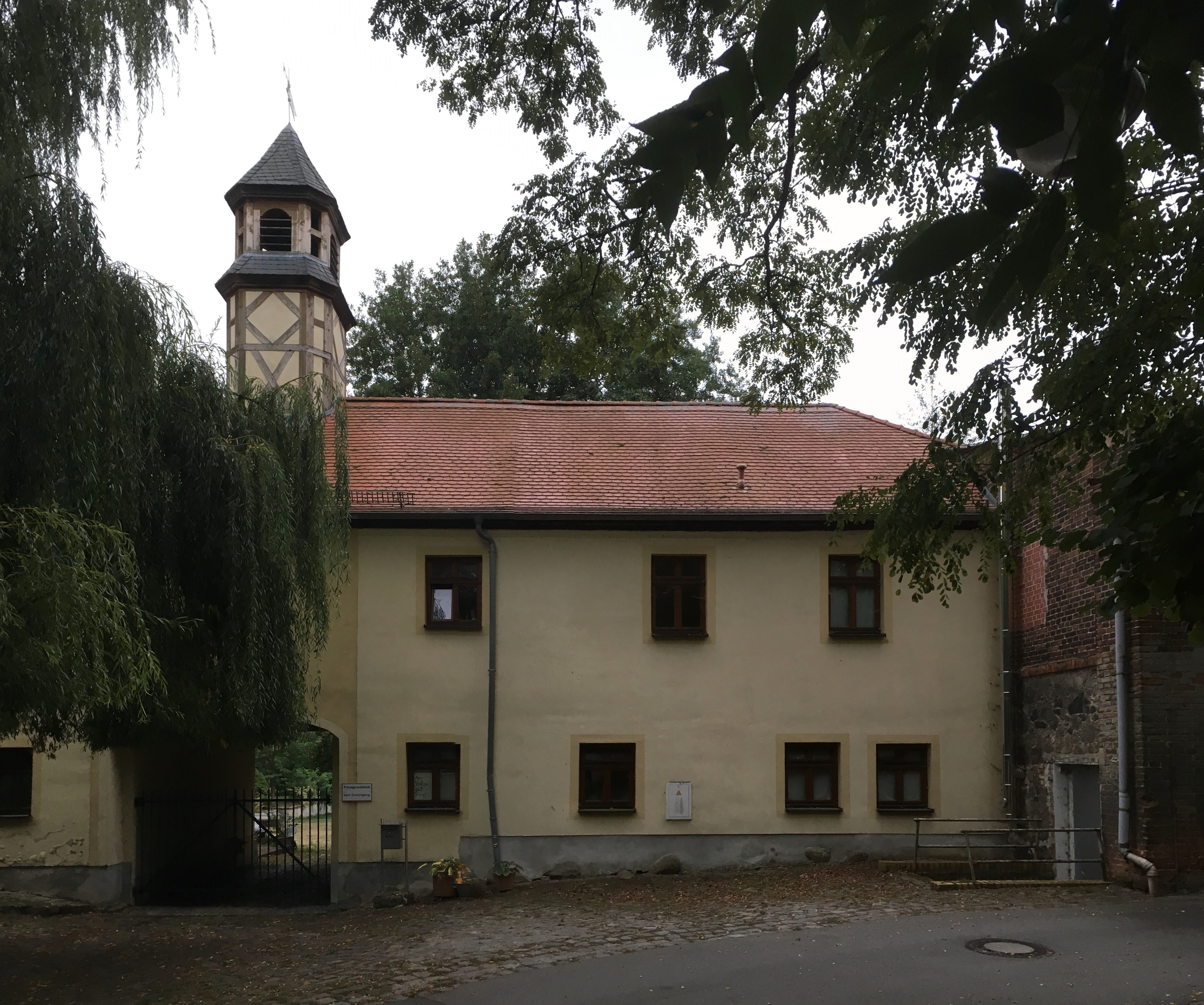
Torhaus des Rittergutes

Die Umwandlung das Rittergutes Leipnitz in ein Erb- und Weiberlehen erfolgte am 11. Dezember 1668. Die Allodifikation des Gutes fand im Jahre 1833 gegen entsprechende finanzielle Ablösung durch das Oberlandesgericht Naumburg statt.
Nachdem 1945 das Gut Leipnitz enteignet wurde, erfolgte die Nutzung als Volkseigenes Gut. Es wurde zu einer Lehrausbildungsstätte für Berufe der Landwirtschaft ausgebaut und bis zum Ende der DDR 1990 entsprechend genutzt. Anschließend begann der Verfall der Gebäude.
Die Gebäude des Rittergutkomplexes stehen heute weitgehend leer. Lediglich das Torhaus ist saniert. Der zum Rittergut gehörige Landschaftspark wird nicht gepflegt.

## Söhne des Ortes
- Rudolph Christian von Bennigsen (1712–1783), kursächsischer Verwaltungsjurist
- Gustav Adolph von Bennigsen (1716–1784), sächsischer Generalleutnant
- August von Mackensen (1849–1945), preußischer Generalfeldmarschall